# 형벌법
형벌법(刑罰法, penal law)은 영국의 비국교도를 처벌 또는 제한했던 법률이다. 특히 가톨릭교도들에게 적용되었다. 엘리자베스 여왕 시대에 국교회가 확립된 이후 수장령(首長令) 및 통일령(統一令)에 의해서 이것은 전국적으로 강제되었는데, 청교도 혁명의 기간을 제외하면 가톨릭교도는 대체로 관대하게 취급되었다. 그런데 17세기 말부터 가톨릭 국가인 프랑스와의 외교관계가 긴장되자 가톨릭교도, 특히 아일랜드의 가톨릭교도에 대해서는 가혹한 박해를 가하였는데, 여러 가지 형벌법도 아일랜드 의회에서 가결되었다. 이에 따라 가톨릭교도는 의회 및 일체의 공직에서 물러나게 되었고, 법률·의약 등의 직업을 갖는 것도 금지되었으며, 새로이 토지를 산다거나 저당(抵當)잡는 것, 31년 이상의 장기 차지(借地)계약을 맺는 것 등도 허락되지 않았으며, 그 위반자는 엄벌에 처해졌다. 이것은 아일랜드의 지배자가 된 영국인들이 원주민인 가톨릭교도에 대한 지위를 유지하기 위한 수단이었는데, 1829년의 가톨릭교도 해방령에 의해 말소되었다.

## 클래런던 법전
클래런던 법전(Clarendon Code)은 찰스 2세의 재임당시 비국교도에 대한 형벌법의 한 종류로 심사법과 같은 종류에 해당되며, 총 4가지의 분류로 나뉜다.
- 기관법 (1661년)
- 통일령 (1662년)
- 비밀집회 금지법 (1664년)
- 5마일령 (1665년)